# Barvení grafu

Obarvený graf – 3 barvy

Vrcholy Petersenova grafu jsou obarvitelné třemi barvami

Barvení grafu je jednou z disciplín teorie grafů, která se zabývá přiřazováním barev (téměř vždy reprezentovaných přirozenými čísly) různým objektům v grafu – vrcholům, hranám, stěnám atd. Nejčastěji jde o barvení vrcholů, ostatní případy (jako např. barvení sousedících ploch) lze na tento jednoduše převést.

## Definice
Nechť G = (V, E) je graf, k přirozené číslo. Zobrazení {\displaystyle b:V\rightarrow \{1,2,\ldots ,k\}} nazveme obarvením grafu G pomocí k barev, pokud pro každou hranu {\displaystyle \{x,y\}\in E} platí {\displaystyle b(x)\neq b(y)}. Barevnost grafu (také chromatické číslo) G je minimální počet barev potřebný pro obarvení G. Značí se {\displaystyle \chi (G)}.

## Některé vlastnostiχ(G){\displaystyle \chi (G)}
1. {\displaystyle \chi (G)} = 1 právě tehdy, skládá-li se G z izolovaných vrcholů (diskrétní graf)
2. {\displaystyle \chi (G)} = |V| pro libovolný úplný graf
3. {\displaystyle \chi (G)\geq 3} právě tehdy, obsahuje-li G kružnici liché délky (ekvivalentně, není-li G bipartitní)
4. {\displaystyle \chi (G)\leq 4} pro libovolný rovinný graf (viz slavný problém čtyř barev)
5. {\displaystyle \chi (G)\leq \Delta (G)+1} (maximální stupeň vrcholu v grafu + 1)